# Ksenia Svetlova
Ksenia Svetlova (hebrejsky קסניה סבטלובה‎, rusky Ксения Светлова; * 28. července 1977 Moskva) je izraelská politička; poslankyně Knesetu za Sionistický tábor.

## Biografie
Narodila se v Moskvě. Ve věku 14 let přesídlila do Izraele. Žije s přítelem, má dvě dcery. Profesí je novinářkou. Po mnoho let působila jako komentátorka pro arabské záležitosti na ruskojazyčné televizní Stanici 9. V roce 2015 se uvádí jako studentka doktorandského studia na Hebrejské univerzitě, kde předtím získala bakalářský a magisterský titul v oboru blízkovýchodních studií. Zpravodajsky pokrývala válku v Iráku z paluby americké válečné lodi v Perském zálivu. Byla mimořádnou zpravodajkou v Sýrii, Egyptě a Malajsii. Vedla interview s Jásirem Arafatem.
Ve volbách v roce 2015 byla zvolena do Knesetu za Sionistický tábor (aliance Strany práce a centristické strany ha-Tnu'a). Na kandidátku Sionistického tábora ji vybrala Cipi Livniová. V Knesetu se hodlala zaměřovat na boj s rasismem a diskriminací.
Při nástupu do Knesetu se musela vzdát ruského občanství (stát Izrael umožňuje dvojí občanství, ale poslanci parlamentu smí být držiteli pouze izraelského občanství).